# ヘルマン・フェリックス・メイラン
ヘルマン・フェリックス・メイラン（Germain Felix Meijlan、1785年 - 1831年6月12日）は、江戸時代後期の長崎オランダ商館長である。

## 経歴・人物
ライデンの生まれ。1803年にオランダ領東インド（現在のインドネシア）のバタヴィア（現在のジャカルタ）にてオランダ東インド会社の会計副検査官等を務めた。
これがきっかけで1826年（文政6年）に江戸幕府の要請により来日した。同年出島に在住し、第151代（平戸を含めると159代）オランダ商館長に就任した。勤務中の1828年（文政11年）に発生したシーボルト事件の際に仲介役を命じられ、同事件の解決に携わった。また、同時期に日本とオランダの貿易が衰退傾向であったために個人で商社創設に携わったりする等、日蘭関係の向上に貢献した。
1830年（文政13年）に任期満了となり離日し、再度バタヴィアに移住するが翌年同地で急逝した。

## 著書
- 『メイラン 日本』（原題：Japan）- 1830年刊行。庄司三郎訳、2003年（雄松堂出版）
- 『日欧貿易概観（日欧貿易史）』（原題：Geschiedkundig Overzigt van den Hendel der Europezen op Japan）- 死去後の1833年刊行。後にドイツ語版も刊行。